# Imperio portugués
El Imperio portugués es el nombre que recibe el conjunto de Portugal y sus territorios, en diferentes fases y extensión, desde el siglo XV hasta el siglo XX; fue el primer imperio global de la historia.Se formó en la Era de los descubrimientos, durante la cual ocupó un lugar predominante conjuntamente con el Imperio español, siendo una de las más poderosas y ricas potencias de la época. Las primeras colonias portuguesas al sur del Sahara (después de las bases norteafricanas anteriores) se establecieron primero en el oeste africano, en la India y en el este de África, desde el final del siglo XV. Este imperio, que se extendió por el mundo en la primera mitad del siglo XVI, desde Brasil hasta las Molucas y el enclave comercial de Nagasaki, estaba conformado, sobre todo durante su primera fase, por las ciudades propiamente portuguesas (Goa, p.e.); las factorías comerciales, o construcciones en ciudades bajo protectorado portugués o no portuguesas, realizadas exclusivamente para el comercio (Chittagong, p.e.) y las bases comerciales, o zonas de intercambio directo (ciudades no portuguesas sin edificios cuyo mercado lo realizaban desde las propias cargas del barco).
Es considerado uno de los diez imperios más grandes de la humanidad desde que se registraron civilizaciones, y el primer pluricontinental. A principios del siglo XVI, Portugal tenía flotas y ejércitos en los cinco continentes.
El Imperio portugués se unió al español durante el reinado de Felipe I (Felipe II de España) y se separó en el reinado de Felipe IV (1580-1640). Portugal perdió las colonias que le quedaban cuando se independizaron en el año 1975, siendo esta la fecha de disolución formal del Imperio portugués, si bien el Imperio fue perdiendo poder paulatinamente con el proceso de decadencia iniciado en el siglo XVII, estando marcado este proceso por la independencia de la que fuera la más importante de las colonias portuguesas, Brasil, en el año 1822.

## Historia

### La construcción del Imperio (1415-1570)

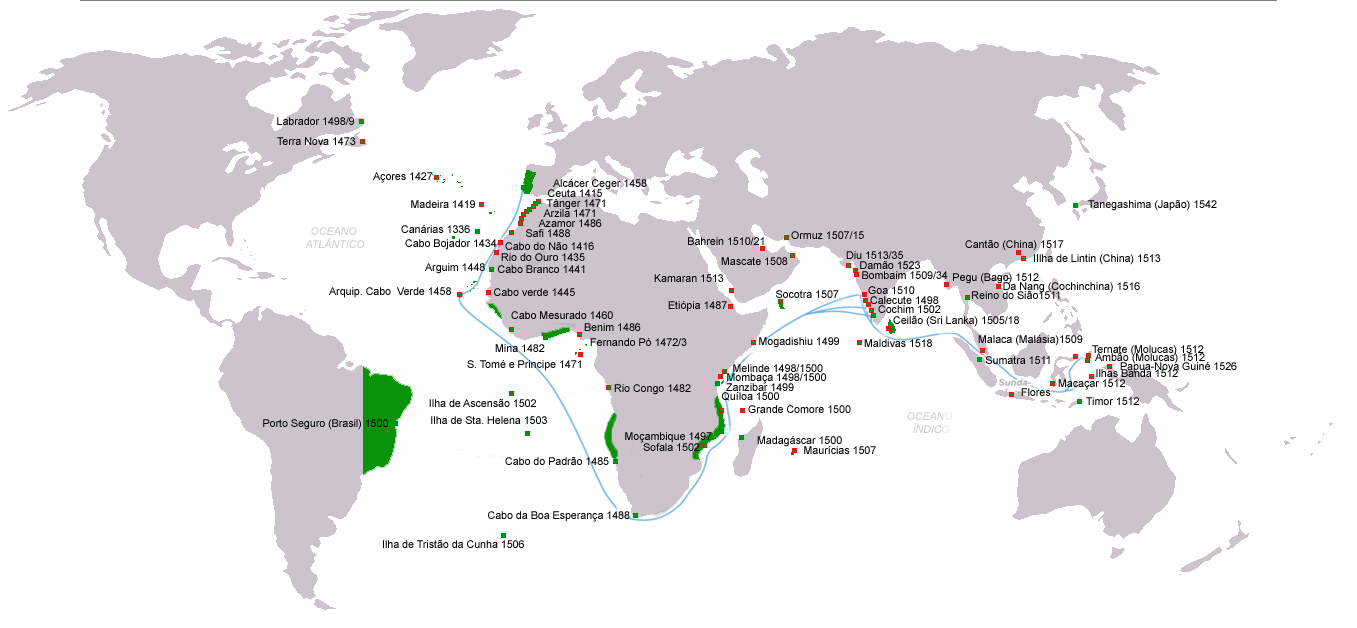
Imperio portugués (1415-1543).

Los soldados portugueses capturaron Ceuta en 1415. A lo largo del siglo XV, los barcos portugueses organizados por Enrique el Navegante exploraron la costa oeste de África, haciendo mapas del territorio y buscando comercio, particularmente en especias, oro y esclavos. En 1487, Bartolomé Días rodeó el cabo de Buena Esperanza, y en 1498, Vasco da Gama alcanzó Calicut (actual Kozhikode) en la India y estableció los primeros puestos portugueses en este subcontinente, especialmente en la Costa de Malabar (Kerala) y en el Gujarāt. El descubrimiento de la ruta marítima alrededor de África hacia la India y el resto de Asia abrió enormes oportunidades de comerciar, y Portugal se movió agresivamente al establecer puestos de comercio y bases fortificadas para controlar este comercio.
En África Oriental, pequeños estados islámicos junto a la costa de Mozambique, Malindi, Kilwa, Brava y Mombasa fueron destruidos o se convirtieron en sujetos o aliados de Portugal, del mismo modo las posesiones del sultanato de Zanzíbar quedaban prácticamente subordinadas al naciente imperio portugués. Pedro de Covilhã había alcanzado Abisinia en 1490. En el océano Índico y mar Arábigo, uno de los barcos de Pedro Álvares Cabral descubrió Madagascar, la cual fue parcialmente explorada por Tristán da Cunha (1507); Mauricio fue descubierta en 1507, Socotra ocupada en 1506, y ese mismo año, Lourenço de Almeida visitó Ceilán. La victoria naval portuguesa en la batalla de Diu le abrió paso a la hegemonía marítima absoluta en el Oriente, convirtiendo el Índico en un lago portugués.
Con la conquista de Ormuz, los lusos tenían en su poder el golfo pérsico. Un intento de conquistar Adén en 1510 falla y obliga a los portugueses a retirarse. Sin embargo el segundo intento en 1516 es un éxito, y durante veintidós años los portugueses dominaron la ciudad. Esta conquista les posibilitó, junto al castillo de Socotora, dominar el mar Rojo y controlar al fin la Ruta de las Especias.
El Imperio portugués en el Este fue garantizado por el Tratado de Tordesillas, y Portugal estableció puertos comerciales en puntos lejanos como Mascate, Ormuz, Baréin, Diu, Bombay, Goa, el Ceilán portugués, Malaca, las islas Molucas, Macao, y Nagasaki. Protegiendo su comercio celosamente de sus competidores europeos y asiáticos, Portugal no solo dominó el comercio entre Asia y Europa, sino también mucho del comercio entre las diferentes regiones de Asia, tales como India, Ceilán, Omán, Golfo Pérsico, Indonesia, China, y Japón. Misioneros jesuitas siguieron a los portugueses para difundir el cristianismo católico por Asia con éxitos mezclados.
Brasil fue descubierto en 1500 por Pedro Álvares Cabral. Aunque inicialmente menos importante, Brasil llegaría a ser la colonia más importante del imperio, desde la cual Portugal reunió recursos como oro, piedras preciosas, caña de azúcar, café y otras cosechas.

### La gobernación con los Felipes (1580-1640)

Monarquía Hispánica (1581-1640), en azul los dominios portugueses.

Desde 1580 hasta 1640, el trono de Portugal fue gobernado por Felipe I de Portugal y II de España, III y IV de España. Este periodo fue un cambio del I Imperio Portugués al establecerse una monarquía dual o, según definición de la época, "unión de los reinos ibéricos" (los reinos españoles de Aragón y Castilla y el reino de Portugal).  
La diferencia básica entre la unión personal y real es que la primera es casual y no crea ningún vínculo jurídico entre los territorios de la unión, mientras que en la unión real se produce una uniformación de su política exterior, como fue el caso de Portugal. Así, la unión de Portugal y Castilla daría lugar a un conglomerado territorial que incluía posesiones en todo el mundo: México, los actuales oeste y sur de los Estados Unidos, América Central, el Caribe, Sudamérica, Filipinas, Timor Oriental, los Países Bajos Españoles (excepto los Países Bajos), así también como núcleos costeros y enclaves en Berbería, Guinea, Angola, Mozambique y otras bases en el este de África, Golfo Pérsico, India, los reinados y ducados territoriales en Francia e Italia y en el Sudeste Asiático, (Macao, Molucas, Formosa).
Los enemigos de Portugal, tales como los Países Bajos, Francia e Inglaterra, codiciaron sus riquezas ultramarinas, y en muchos casos encontraron más fácil atacar los puestos portugueses pobremente defendidos por España, principalmente las Provincias Unidas de los Países Bajos; España también ejerció una política de abandono de las capitanías portuguesas que ahora controlaba. Aunque las colonias holandesas en Brasil fueron borradas, en el siglo XVII, los holandeses pudieron ocupar Ceilán, el cabo de Buena Esperanza, y las Indias Orientales y encargarse del comercio con Japón en Nagasaki. Los territorios del Pacífico de Portugal fueron reducidos a las bases en Macao y Timor Oriental.

### El Imperio entre 1660 y 1960
En 1661 los portugueses entregaron Bombay a Inglaterra como parte de una dote, y durante los próximos cien años, los británicos se convirtieron en la potencia dominante en la India, excluyendo a otras potencias del comercio. Portugal retuvo Goa y otras bases menores durante ese período.
El terremoto de Lisboa de 1755 dificultó los proyectos coloniales portugueses en el siglo XVIII. El seísmo y posterior maremoto segó la vida de 100 000 personas en Lisboa (entonces una ciudad de 275 000). En Sudamérica, destaca el conflicto con España en la Banda Oriental por la colonia del Sacramento, las Misiones Orientales, Río Grande del Sur, Santa Catarina, La Guayra así como otros territorios fronterizos. En 1815 quedó establecido el Reino Unido de Portugal, Brasil y Algarve.

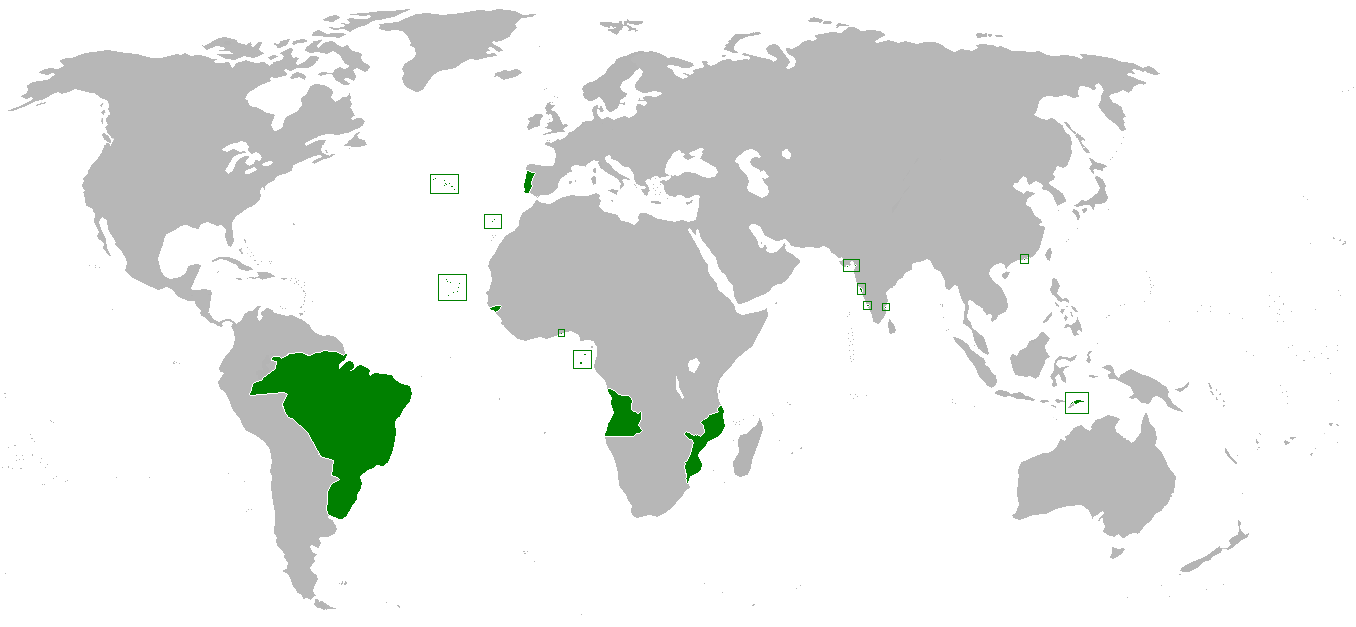
Imperio portugués (1810).

Brasil siguió siendo un territorio de Portugal por muchos años, y se convirtió en el centro principal de las ambiciones coloniales portuguesas. La inmigración voluntaria desde Europa y el comercio de esclavos de África aumentó la población de Brasil inmensamente (Brasil hoy es el país de habla portuguesa más grande del mundo). A diferencia de España, Portugal no dividió su territorio colonial en América. Las provincias creadas allí funcionaban bajo una administración centralizada en Salvador de Bahía, que informaba directamente a la Corona en Lisboa. El siglo XVIII estuvo marcado por una creciente centralización del poder real en todo el imperio portugués. Para 1822, tras las guerras Napoleónicas, la estancia de la Monarquía en Brasil y los procesos de independencia de la América española, Brasil declaró la independencia con un príncipe portugués, Pedro I, como emperador. Ese fue el fin del II Imperio portugués.

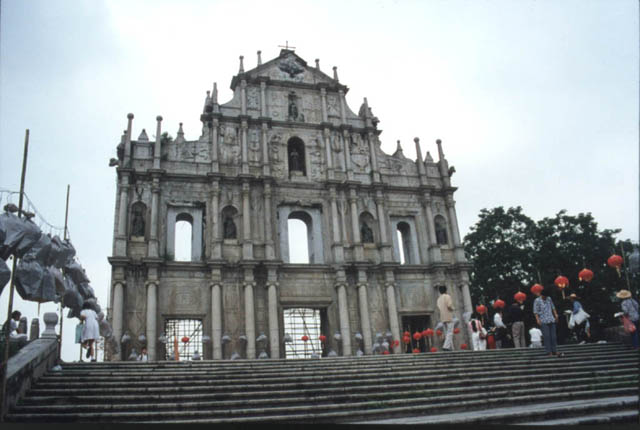
Ruinas de la Catedral de San Pablo de Macao, que fue consumida por un incendio en 1835.

A la altura del colonialismo europeo en el siglo XIX, Portugal había perdido su territorio en Sudamérica y conservaba unas cuantas bases comerciales en Asia y África. Durante esta fase, el colonialismo portugués se enfocó en expandir sus posesiones en África (que frecuentemente eran fortificaciones destinadas a servir como puestos comerciales) en territorios de mayor tamaño para competir con otras potencias europeas durante el Reparto de África, comprendiendo que las ambiciones de las grandes potencias como Francia, Gran Bretaña o Alemania forzaban al gobierno portugués a asegurar su dominio sobre todos los territorios que aún pudiera reclamar. 
Esto no siempre fue posible: el poderío de las expediciones francesas en el Golfo de Guinea obligó a Portugal a abandonar sus ambiciones coloniales en dichas zonas, mientras que la creación del Estado Libre del Congo patrocinado por el rey Leopoldo II de Bélgica con respaldo británico y francés significó que la cuenca del río Congo quedara definitivamente fuera del alcance portugués.
Portugal, tras la expedición de Serpa Pinto en 1877-1879 (quien con su expedición atravesó África de Angola hasta Mozambique), trató de reiniciar su expansión reclamando la ocupación de un territorio colonial continuo del Atlántico al Índico (el llamado "mapa color de rosa"). De esa pretensión sólo fueron reconocidos en favor de Portugal los actuales territorios de Angola y Mozambique debido a la fuerte presión política y militar de Gran Bretaña pues el reclamo portugués abarcaba a la posesión británica de Rodesia; esta presión quedó plasmada en el ultimátum británico de 1890 que forzó a Portugal a abandonar todo plan de "expansión continua" en África.
Los territorios portugueses en África desde 1890 finalmente incluían las actuales naciones de Cabo Verde, Santo Tomé y Príncipe, Guinea-Bisáu, Angola y Mozambique.
Durante la Primera Guerra Mundial, Portugal entró en guerra con Alemania, y tras la derrota germana ocupó y anexionó mediante el Tratado de Versalles el "triángulo de Kionga", redefiniendo así la frontera mozambiqueña.
En el ocaso de la Segunda Guerra Mundial, otras naciones europeas comenzaron a abandonar sus colonias, ya sea mediante un proceso organizado de forma voluntaria o de manera involuntaria a causa de revueltas. Portugal, bajo el régimen político de António de Oliveira Salazar desde 1930 (el denominado Estado Novo) rehusó entrar en este proceso voluntariamente, y fue la última nación europea en retener sus mayores colonias en suelo africano, apelando al uso de la fuerza militar en caso necesario.
En las décadas de 1920 y 1930, el régimen colonial instaura un sistema racial separando los africanos "asimilados", que recibieron las bases de una educación que les permitió eventualmente ocupar un sitio en la administración colonial, de otros indígenas, privados de derechos y sometidos al trabajo forzado (que será abolido sólo en 1962). Tras la Segunda Guerra Mundial, las colonias son todavía muy poco desarrolladas. En Santo Tomé y Príncipe, todavía ninguna escuela secundaria ha sido abierta mientras que en Mozambique y Angola las únicas instituciones abiertas en anexos a la Universidad de Coímbra están destinadas a los hijos de colonos. Entre 1941 y 1948, una prolongada hambruna en el Cabo Verde provoca la muerte de 50 000 personas, un tercio de la población, ante la «indiferencia total» del gobierno portugués: No llegó a enviarse ninguna ayuda humanitaria.

### El fin del Imperio: la descolonización (1960-1975)

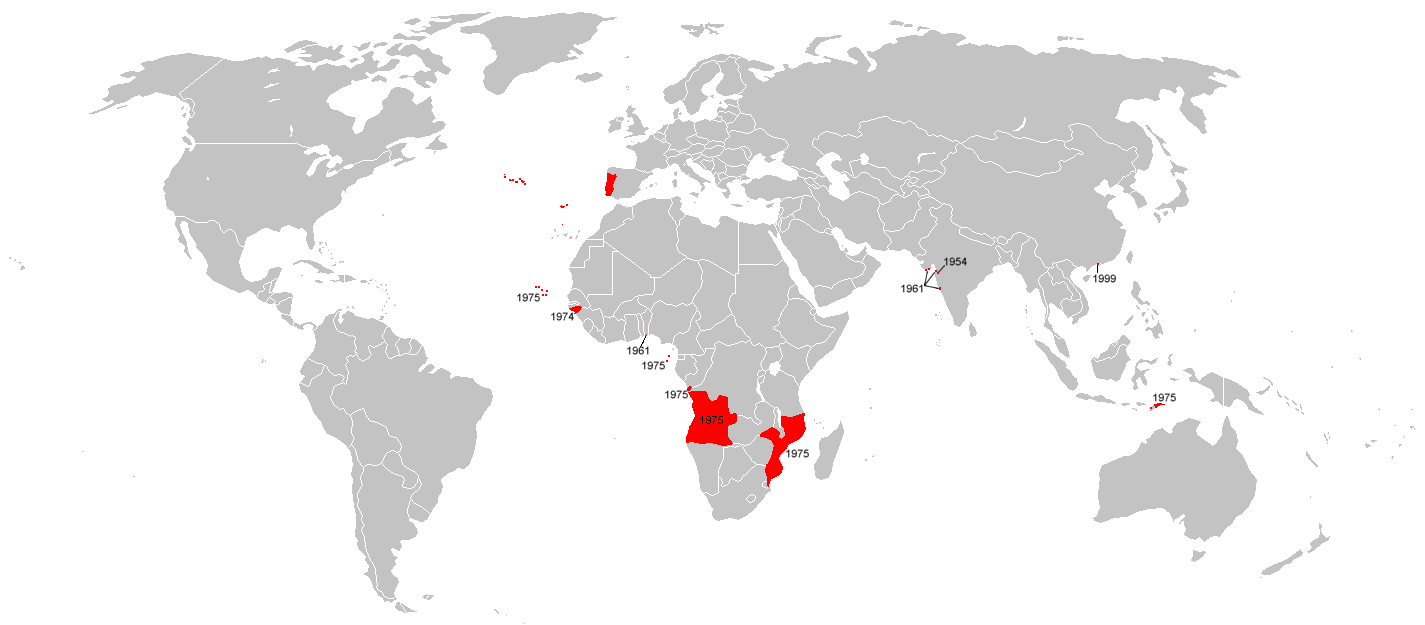
Imperio portugués en el.

En diciembre de 1961, el enclave de Goa y el resto de la India Portuguesa fueron ocupadas militarmente y anexadas por la India, mientras que una guerra de muchos años fue desatada en el África Portuguesa poco después por varios grupos de resistencia anticolonial que deseaban suprimir el dominio portugués, lo cual significó que el gobierno de Portugal debiese invertir gran cantidad de recursos en sostener campañas bélicas en África, abarcando cuatro frentes simultáneos en Angola, Mozambique, Cabo Verde y Guinea Bissau. 
Finalmente, el costo de la guerra causó problemas al régimen de Salazar, quien debió salir del poder en 1968 por mala salud, dejando el gobierno en manos de Marcelo Caetano, quien mantuvo la política de preservar las colonias africanas a toda costa. El régimen del Estado Novo acabó en 1974 al triunfar en Portugal la Revolución de los Claveles, y uno de los primeros actos del nuevo gobierno fue dar término a la guerra colonial y negociar la entrega de todas las posesiones africanas a los rebeldes indígenas, lo cual fue culminado en 1975 aunque de manera bastante desordenada en todos los casos. En Mozambique y Angola, los grupos rebeldes entraron prontamente a una guerra civil después de la retirada portuguesa, con gobiernos comunistas entrantes respaldados por la Unión Soviética, Cuba, y otros países comunistas y grupos de insurgentes apoyados por naciones como Zaire, Sudáfrica, y los Estados Unidos.
Timor Portugués también se hizo independiente en 1975 aprovechando el cambio de gobierno en Portugal por la Revolución de los Claveles, pero tras la retirada portuguesa fue inmediatamente invadido por su vecina Indonesia, la cual ocupó el país hasta 1999 cuando fue ocupada por tropas de la ONU para su posterior independencia en 2002.
Por su parte, el enclave colonial de Macao quedó bajo mandato portugués pese a la extinción del resto del imperio colonial, pero prontamente el nuevo gobierno democrático de Portugal inició negociaciones diplomáticas con China para asegurar una transferencia ordenada y pacífica de Macao. Como resultado este enclave fue entregado oficialmente a China el 20 de diciembre de 1999, bajo los términos de un acuerdo negociado luso-chino bastante similar al pactado por China con el Reino Unido cuando este entregó Hong Kong en 1997.
El tercer Imperio portugués (y con ello, todo el imperio colonial) terminó para todo efecto práctico en 1975 con la independencia de las últimas posesiones en África que abarcaban la principal masa de colonias, siendo la entrega de Macao a China en 1999, aparte la independencia definitiva de Timor en 2002 (bajo la soberanía observadora portuguesa durante la ocupación indonesia), la liquidación del último vestigio de colonialismo aún existente en la historia portuguesa. Las siete excolonias de Portugal, que ahora son naciones independientes, junto con Portugal, son actualmente miembros de la Comunidad de Países de Lengua Portuguesa.

## Territorios

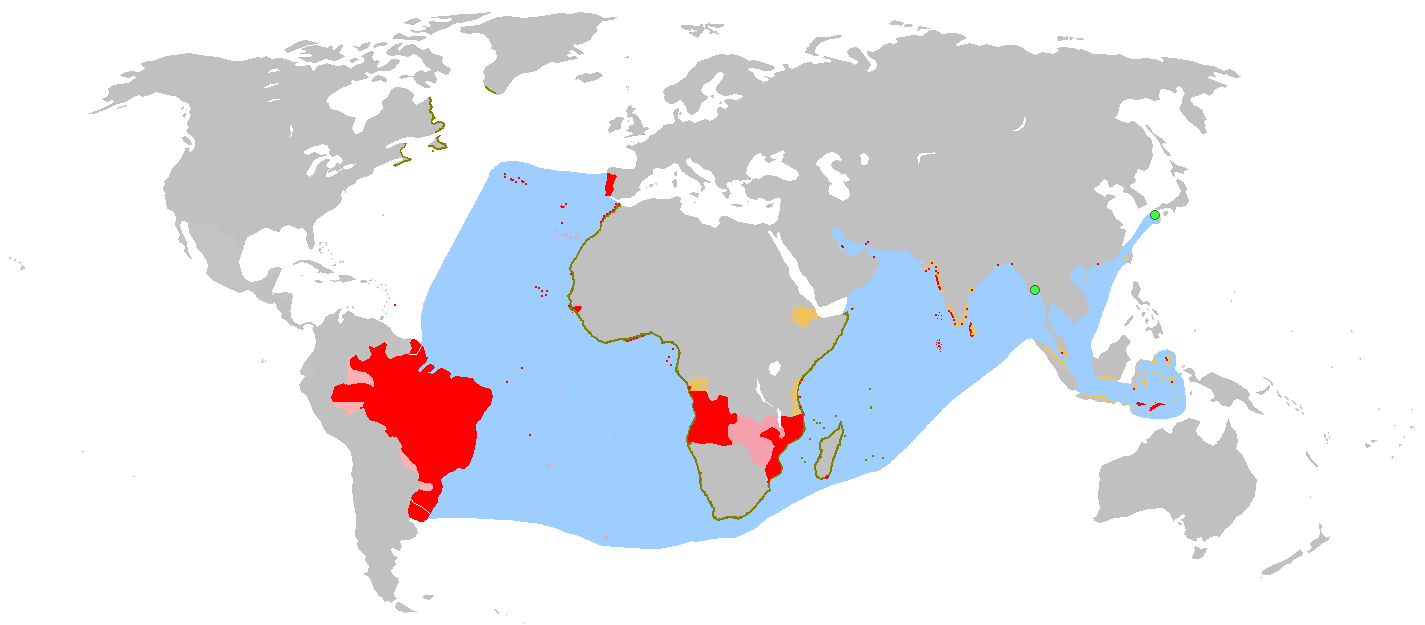
Mapa diacrónico que muestra las áreas que pertenecieron en algún momento al Imperio portugués.

La siguiente es una lista de territorios del imperio portugués dispersos en todos los continentes.

### América
- Barbados
- Brasil
- Colonia del Sacramento
- Guayana
- Misiones Orientales
- Labrador
- Terranova[6][7][8]

### Asia-Pacífico
- Baréin
- Bandar Abbás
- Diego García
- India portuguesa
  - Bombay
  - Cananor
  - Chittagong
  - Cochín
  - Kollam
  - Damán
  - Dadra y Nagar Haveli
  - Diu
  - Goa
  - Angediva
  - Hugli-Chuchura
  - Nagapattinam
  - Salsete
  - Thoothukudi
- Laquedivas
- Macao portugués
- Macasar
- Isla de Flores
- Malaca
- Maldivas
- Molucas
- Nagasaki
- Ningbo
- Omán
- Ormuz
- Qeshm
- Socotra
- Ceilán portugués
- Tanegashima
- Timor portugués
- Singapur

### África
- Agadir
- Aguz
- Angola portuguesa
- Arguin
- Ajudá
- Al-Qsar as-Seghir
- Arcila
- Azamor
- Cabinda
- Cabo Verde portugués
- Ceuta
- Congo
- Etiopía
- Fernando Poo y Annobón
- Mina
- Guinea Portuguesa
- Kilwa Kisiwani
- Mazagán
- Malindi
- Mombasa
- Mogador
- Mozambique portugués
- Tanganica
- Tánger
- Santo Tomé y Príncipe
- Safí
- Somalia
- Zanzíbar
- Ziguinchor

### Archipiélagos atlánticos
- Azores
- Madeira